# Pernillamordet
Pernillamordet avser ett mord på den 31-åriga Pernilla Hellgren som ägde rum i Östra Främby utanför Falun i Dalarna den 4 juni 2000. Det fick stor uppmärksamhet i massmedia men fallet fick inte sin lösning förrän i april 2008 i samband med Englamordet, då gärningsmannen, Anders Eklund, även tog på sig skulden för Pernillas död efter att utredarna av Englamordet konfronterade honom med DNA-uppgifter.
Pernilla Hellgren var bosatt i Stockholm och hade rest till Falun sommaren 2000 för att uppvakta sin mor på födelsedagen. Den 3 juni 2000 var Pernilla Hellgren på fest och besökte krogarna Banken och Grand med sin syster, det var under det pågående evenemanget Falukalaset. Strax före 02:00 nästa dygn skildes systrarna åt. Hellgren fortsatte ensam mot moderns lägenhet som låg några kilometer bort. Vid cykelvägen mellan Kvarnberget och Östra Främby blev hon överfallen och strypt till döds. Två vittnen iakttog händelser vid platsen och det ledde fram till en fantombild av mördaren som publicerades (bilden användes även i Englamordet 2008). Enligt Rikskriminalpolisen är detta den största utredningen i Sverige efter Palmemordet. Leif Nyqvist, kriminalinspektör vid Dalapolisen och spaningsledare för mordet på Pernilla Hellgren, berättar att 3 - 4000 personer förhördes och ca 1000 fick lämna DNA-prov. När Anders Eklund greps i samband med Englamordet fick Dalapolisen upp ögonen då fantombilden starkt påminde om Eklund. De skickade in prov till dåvarande SKL och fick till slut en träff.
I februari 2010 släpptes resultatet av en utredning som hårt kritiserade polisens arbete i fallet med mordet på Pernilla och att Englamordet hade kunnat förhindras om polisen hade haft mer kompetens rörande mordutredningar. Ett tips på Eklund som gärningsman fanns på polisens bord men blev liggande. Dåvarande rikspolischef lovade flera förbättringar.